# Thiargou
Thiargou est une commune rurale située dans le département de Bogandé de la province de la Gnagna dans la région de l'Est au Burkina Faso.

## Géographie
Thiargou – commune agropastorale à centres d'habitations dispersés – est située à 25 km au Sud-Est de Bogandé et à 12 km au Nord-Est de Piéla.

## Santé et éducation
Le centre de soins le plus proche de Thiargou est le centre de santé et de promotion sociales (CSPS) de Piéla.